# Bisbat de Panevėžys
El bisbat de Panevėžys (lituà: Panevėžio vyskupija, llatí: Dioecesis Panevezensis) és una seu de l'Església Catòlica a Lituània, sufragània de l'arquebisbat de Vílnius. Al 2016 tenia 314.000 batejats sobre una població de 381.000 habitants. Actualment està regida pel bisbe Genadijus Linas Vodopjanovas, O.F.M.

## Territori
La diòcesi comprèn el comtat de Panevėžys i la part occidental del comtat d'Utena.
La seu episcopal és la ciutat de Panevėžys, on es troba la catedral de Crist Rei.
El territori s'estén sobre 13.000 km², i està dividit en 111 parròquies, agrupades en 9 vicariats.

## Història
La diòcesi es va erigir el 4 d'abril de 1926 mitjançant la butlla Lituanorum gente del papa Pius XI, obtenint el territori de la diòcesi de Samogizia (actual arxidiòcesi de Kaunas).
Originalment sufragània de l'arxidiòcesi de Kaunas, el 24 de desembre de 1991 es va convertir en part de la província eclesiàstica de l'arxidiòcesi de Vílnius.
El 28 de març de 1997 va cedir una part del seu territori en benefici de l'erecció de la diòcesi de Šiauliai.

## Cronologia episcopal
- Kaziemiras Paltarokas † (5 d'abril de 1926 - 8 de desembre de 1957 renuncià)
  - Paulius Šidlauskas † (1961) (administrador apostòlic)
  - Povilas Bakšys † (1962 - 1969) (administrador apostòlic)
  - Romualdas Krikščiūnas † (1969 - 1983) (administrador apostòlic)
  - Kazimieras Dulksnys † (1984 - 1989) (administrador apostòlic)
  - Juozas Preikšas † (2 d'abril de 1989 - 24 de desembre de 1991 nomenat bisbe) (administrador apostòlic)
- Juozas Preikšas † (24 de desembre de 1991 - 5 de gener de 2002 jubilat)
- Jonas Kauneckas (5 de gener de 2002 - 6 de juny de 2013 jubilat)
- Lionginas Virbalas, S.J. (6 de juny de 2013 - 11 de juny de 2015 nomenat arquebisbe de Kaunas)
- Genadijus Linas Vodopjanovas, O.F.M., des del 20 de maig de 2016

## Estadístiques
A finals del 2016, la diòcesi tenia 314.000 batejats sobre una població de 381.000 persones, equivalent al 82,4% del total.
| any  | població | població | població | sacerdots | sacerdots       | sacerdots       | sacerdots             | diaques | religiosos | religiosos | parròquies |
| ---- | -------- | -------- | -------- | --------- | --------------- | --------------- | --------------------- | ------- | ---------- | ---------- | ---------- |
| any  | batejats | total    | %        | total     | clergat secular | clergat regular | batejats por sacerdot | diaques | homes      | dones      |            |
| 1950 | 420.000  | 450.000  | 93,3     |           |                 |                 | ?                     |         |            |            | 128        |
| 1970 | ?        | ?        | ?        | 161       | 161             |                 | ?                     |         |            |            | 120        |
| 1980 | ?        | ?        | ?        | 147       | 147             |                 | ?                     |         |            |            | 120        |
| 1990 | 450.000  | ?        | ?        | 129       | 129             |                 | 3.488                 |         |            |            | 120        |
| 1999 | 377.500  | 443.500  | 85,1     | 99        | 99              |                 | 3.813                 |         |            | 84         | 113        |
| 2000 | 377.000  | 443.000  | 85,1     | 93        | 93              |                 | 4.053                 |         |            | 71         | 113        |
| 2001 | 377.000  | 443.000  | 85,1     | 94        | 94              |                 | 4.010                 |         |            | 79         | 113        |
| 2002 | 480.000  | 495.000  | 97,0     | 85        | 85              |                 | 5.647                 |         |            | 79         | 112        |
| 2003 | 333.300  | 405.500  | 82,2     | 89        | 88              | 1               | 3.744                 |         | 7          | 97         | 111        |
| 2004 | 333.300  | 405.500  | 82,2     | 92        | 91              | 1               | 3.622                 |         | 5          | 95         | 112        |
| 2013 | 319.000  | 388.000  | 82,2     | 94        | 89              | 5               | 3.393                 |         | 9          | 57         | 111        |
| 2016 | 314.000  | 381.000  | 82,4     | 88        | 84              | 4               | 3.568                 |         | 8          | 62         | 111        |